# Nadège Prugnard
Nadège Prugnard, née en 1975, est une autrice, metteuse en scène et  comédienne française.

## Biographie
Elle étudie la philosophie et choisit le théâtre comme moyen d'expression. Elle écrit pour le théâtre, les arts de la rue, la scène rock. Elle mêle création artistique et engagement politique. En 1999, elle dirige la compagnie Magma Performing Théâtre. De  2008 à 2014, elle est artiste associée au Théâtre d’Aurillac.
Au centre dramatique national de Montluçon, elle crée en 2018, pour les 50 ans de Mai 68, Women 68 même pas mort.
Guy Alloucherie dont la compagnie HVDZ est basée à Loos-en-Gohelle, lui commande un texte sur les migrants de Calais. Pendant deux ans, Nadège Prugnard fait des séjours dans la jungle de Calais, d'abord avec les bénévoles de différentes associations puis en autonomie pour rencontrer les personnes migrantes. De ces rencontres, elle publie No border, un long poème qui est mis en scène et joué en 2018.
En 2019, elle écrit et joue Fado dans les veines, pour renouer avec sa propre histoire. Son grand-père a fui le régime autoritaire de Salazar et s'est installé en France.
En 2020, Laëtitia Guédon directrice des Plateaux sauvages à Paris et Carole Thibaut à la tête du théâtre des Îlets, Centre dramatique national  de Montluçon commandent à une dizaine d'artistes, une création à partir de la question suivante : Qu’est-ce qui fait de vous des sorcières contemporaines ?
En septembre 2021, Nadège Prugnard écrit, joue et met en scène Feu ! Ceci n’est pas une pipe ni une introduction à la lecture de Karl Marx. Il s'agit d'un poème incendiaire qui fait référence à deux personnes qui se sont toutes deux pendues : Gérard de Nerval et Ulrike Meinhof.
En juillet 2023, elle est nommée à la direction des Ateliers Frappaz, Centre National des Arts de la Rue et de l’Espace Public de Villeurbanne.

## Publications
- Monoï, Brut de béton, 2003 (ISBN 2-912895-07-3)
- Les pendus, l'Entretemps, 2014, 74 p. (ISBN 978-2-35539-167-5)
- M.A.M.A.E. (Meurtre Artistique Munitions Action Explosion), Paris, Les Presses du réél, 2017, 264 p. (ISBN 978-2-84761-714-6) /
- Fado dans les veines, Editions Moires, 2020, 96 p. (ISBN 979-10-91998-49-9)
- No border, Editions Moires, 2020, 78 p. (ISBN 979-10-91998-47-5)

## Distinctions
- prix SACD Arts de la rue, juin 2018
- prix de la fédération des  Associations du Théâtre Populaire, pour son texte Fado dans les veines, 2021